# Викинги (сезон 4)
Четвёртый сезон исторического драматического телесериала «Викинги», премьера которого состоялась 18 февраля 2016 года на канале History. Сериал следует за подвигами легендарного вождя викингов Рагнара Лодброка и его командой, а позже за его сыновьями. Первый сезон сериала начинается в начале эпохи викингов, отмеченной налётом на Линдисфарн в 793 году.
Четвёртый сезон состоит из 20 эпизодов и разделён на 2 части, в каждой из которых по 10 эпизодов; премьера второй половины состоялась 30 ноября 2016 года. Сезон следует за битвами между Рагнаром и Ролло во Франкии, налётом Бьёрна в Средиземноморье и вторжением викингов в Англию. Финал сезона был показан 1 февраля 2017 года.

## В ролях

### Основной состав
- Трэвис Фиммел — конунг Рагнар Лодброк, глава поселения викингов Каттегата, который стал королём после смерти Хорика[3]
- Кэтрин Винник — королева Лагерта, воительница и бывшая жена Рагнара; она контролирует поселение Хедебю, называя себя ярлом Ингстад. Позже она становится королевой Каттегата[3]
- Клайв Стэнден — герцог Ролло, воин и брат Рагнара; ему был дарован титул герцога Нормандского императором Карлом[3]
- Густаф Скарсгард — Флоки, одарённый судостроитель и друг Рагнара[3]
- Александр Людвиг — Бьёрн Железнобокий, сын Рагнара и Лагерты, который состоит в отношениях с Торви[3]
- Алисса Сазерленд — королева Аслауг, дочь Брюнхильды и вторая жена Рагнара[3]
- Бен Робсон — ярл Калф, воин-викинг; он разделяет контроль над Хедебю вместе с Лагертой[3]
- Лотер Блюто — император Западной Франкии Карл[5]
- Джон Кавана — Провидец, сейд
- Петер Францен — Харальд Прекрасноволосый, викинг, стремящийся стать первым конунгом Норвегии[3]
- Яспер Пяаккёнен — Хальвдан Чёрный младший брат Харальда[3]
- Кевин Дюранд — Харбард, харизматичный странник и рассказчик[6]
- Мо Данфорд — принц Этельвульф, сын короля Эгберта[a]
- Алекс Хёг — Ивар Бескостный, четвёртый сын Рагнара и Аслауг[a]
- Марко Ильсё — Хвитсерк, второй сын Рагнара и Аслауг[a]
- Дэвид Линдстрём — Сигурд Змееглазый, третий сын Рагнара и Аслауг[a]
- Джордан Патрик Смит — Убба, старший сын Рагнара и Аслауг[a]
- Лайнус Роуч — король Эгберт, безжалостный король Уэссекса
- Джонатан Рис-Майерс — епископ Хемунд, очень религиозный воин-священник[7]

1. 1 2 3 4 5  В Части 1, Данфорд, Хёг, Илсо, Линдстрём и Смит были указаны как гости.

### Второстепенный состав
- Джордж Благден — Этельстан, англосаксонский монах и друг Рагнара. Он был убит Флоки и появляется в видениях Рагнара и Эгберта
- Дайян Доан[англ.] — И Ду, новая рабыня королевы Аслауг[3]
- Мод Хёрст[англ.] — Хельга, жена Флоки
- Оуэн Роу — граф Эд
- Эдвин Эндре[англ.] — Эрлиндур, сын конунга Хорика и второй муж Торви
- Джорджия Хёрст — Торви, жена Эрлиндура, а позже жена Бьёрна
- Моргана Полански — принцесса Гизела, дочь императора Карла и жена герцога Ролло
- Стивен Рокетт — молодой Хвитсерк
- Люк Шанахан — молодой Убба
- Элайджа О'Салливан — молодой Сигурд Змееглазый
- Джеймс Куинн Марки — молодой Ивар Бескостный
- Розали Коннерти — Ангрбода, дочь Флоки и Хельги
- Хув Парментер — Ролан, помощник графа Эда и брат Терезы
- Карен Хассан[англ.] — Тереза, сестра Ролана и любовница графа Эда
- Эми Бэйли — принцесса/королева Мерсии Квентрит
- Дженни Жак — принцесса Джудит, дочь короля Эллы, жена Этельвульфа
- Шон Т. О'Миллейг — Пруденций Труасский, монах, служащий при дворе короля Эгберта
- Дес Карни — разведчик Уэферт, служащий королю Эгберту
- Конор О'Хэнлон — младенец Альфред, сын принцессы Джудит и Этельстана
- Филип О'Салливан[англ.] — епископ Эдмунд[англ.], служащий при дворе короля Эгберта
- Натан О'Тул[англ.] — молодой Бьёрн, сын Рагнара и Лагерты. Он появляется в видениях Рагнара
- Ниал Кьюсак — аббат Лупус, служащий при дворе императора Карла
- Иван Кэй[англ.] — король Нортумбрии Элла
- Руби О'Лири — Гида, дочь Рагнара и Лагерты. Она появляется в видениях Рагнара
- Юсефин Асплунд — Астрид, любовница и советница Лагерты
- Ида Мари Нильсен — Маргрет, одна из рабынь королевы Аслауг
- Антон Гилтрап — Гутрум, сын ярла Борга и Торви
- Чарльз Ласт — Уильям, первый сын Ролло и Гизелы
- Айзек О'Салливан — Альфред, сын принцессы Джудит и Этельстана
- Андре Эриксен — Один, появляющийся в видениях Рагнара
- Шинейд Гормалли — Танаруз, мавританский ребёнок
- Чарли Келли — Эгил, агент конунга Харальда
- Кэти Уайт — королева Нортумбрии Элсвит, жена короля Эллы
- Кэйтлин Скотт — принцесса Блея, дочь короля Эллы
- Джек Нолан — ярл Йоргенсен, шведский воевода
- Софи Вавасо[англ.] — принцесса Эллисиф, объект внимания конунга Харальда
- Гэри Бакли — ярл Вик, муж принцессы Эллисиф
- Гэри Мёрфи — епископ Анван, служащий при дворе короля Эллы

### Специально приглашённая звезда
- Джош Дональдсон — Хоскульд, воин-викинг с великолепными навыками[8]

### Приглашённые актёры
- Сёрен Пильмарк[англ.] — Стендер, фермер, чья семья была убита в Уэссексе. Он был убит Рагнаром и появляется в его снах
- Стив Уолл — Эйнар, интригующий смутьян. Он убит Лагертой
- Фрэнки Маккаферти — Синрик, полиглот-бродяга
- Киллиан О'Салливан — Эйрик, воин-викинг в Париже, бывший помощник Ролло. Был предан Ролло и убит франками
- Роббан Фоллин — берсеркер, убийца, нанятый Эрлендуром и Калфом убить Бьёрна. Он убит самим Бьёрном
- Деклан Конлон — лорд Вигстан, троюродный брат королевы Квентрит и глава королевской семьи Мерсии
- Джон Кавана — папа Лев IV
- Адам Макнамара — Торхаль, датский викинг, который доставляет плохие новости королеве Аслауг и Бьёрну
- Лиам Кларк — Гудмунд
- Эд Мёрфи — Гардар
- Джек Уолш — Иоанн Скот Эриугена
- Кэмерон Хоган — Магнус, сын королевы Квентрит и, возможно, конунга Рагнара
- Тамарин Пэйн — вдова Ордлаф, леди Шерборна

## Эпизоды
| Часть 1 |    |                                                                        |                 |             |                 |      |
| 30 | 1  | «Хорошее предательство» «A Good Treason»                               | Киаран Доннелли | Майкл Хёрст | 18 февраля 2016 | 2,39 |
| Норманны с триумфом возвращаются к родным берегам. Поскольку Рагнар нездоров и находится в беспамятстве, Бьёрн от его имени арестовывает Флоки за убийство Этельстана и сажает на цепь. Ярл Калф объявляет Лагерту своей соправительницей, но не все в Хедебю согласны с таким решением, поэтому он убивает мятежного Эйнара и его сторонников. Точно так же расправляется с недовольными дружинниками-викингами и зять французского короля герцог Нормандии Ролло. |    |                                                                        |                 |             |                 |      |
| 31 | 2  | «Убить королеву» «Kill the Queen»                                      | Киаран Доннелли | Майкл Хёрст | 25 февраля 2016 | 2,02 |
| Флоки бежал, но старшие сыновья Аслауг выследили его и он был наказан подобно своему богу-покровителю. В Мерсии знать свергла королеву Квентрит, заточив её с сыном в башню и, пока Уэссекс готовит войска, Этельвульф отправился освободить её. Эгберт пригласил из Франции отца Пруденция для работы со священными текстами и для обучения этому Юдифь. Герцог Ролло предлагает графу Эду свои идеи для защиты Парижа от возможных набегов, тем временем за спиной графа зреет заговор. |    |                                                                        |                 |             |                 |      |
| 32 | 3  | «Милосердие» «Mercy»                                                   | Киаран Доннелли | Майкл Хёрст | 3 марта 2016    | 1,90 |
| Хотя Калф и делит с Лагертой ложе, но попутно, по требованию Эрлиндура, он нанимает берсерка для убийства её сына Бьёрна, ныне живущего отшельником. Тем временем, Бьёрн побеждает в схватке огромного медведя и сам становится берсерком. Недовольная браком Гисла, сравнивая себя со святой Евлалией, требует развода с «дикарём-мужем», не умеющим даже «благородно говорить», но её отец заинтересован в службе Ролло и нанимает ему учителя. Квентрит с сыном освобождены и доставлены в Уэссекс. К Эгберту и к Рагнару является дух покойного Этельстана, под впечатлением от увиденного Лодброк освобождает Флоки. |    |                                                                        |                 |             |                 |      |
| 33 | 4  | «Йоль» «Yol»                                                           | Хелен Шейвер    | Майкл Хёрст | 10 марта 2016   | 2,23 |
| Рагнар проявляет интерес к рабыне-китаянке И Ду, Аслауг не против, но, обеспокоенная переменой в муже после похода на Париж, поручает воспитание юного Ивара Флоки. Квентрит предлагает королям Эгберту и Элле совместно выступить против Мерсии. Бьёрн возвращается отпраздновать с родными Йоль, а по дороге убивает подосланного к нему берсерка и забирает у Эрлиндура его жену Торви. Ролло оказывается способным учеником и у впечатлённой Гислы просыпается желание к супругу. На торжества в Каттегат прибывает амбициозный конунг Харальд, одержимый идеей объединения Норвегии. |    |                                                                        |                 |             |                 |      |
| 34 | 5  | «Обещанное» «Promised»                                                 | Хелен Шейвер    | Майкл Хёрст | 17 марта 2016   | 2,13 |
| Рагнар всё более сближается с И Ду, назвавшейся дочерью китайского императора, похищенной работорговцами, и становится зависимым от её снадобья. Харальд и прибывший с войском его брат Хальвдан предлагают Рагнару повторить поход на Париж. Пока Эд и Ролло готовятся к возможным вторжениям, недоброжелатели графа нашёптывают королю, что его любимец готовится отнять у него корону. Эгберт и Элла прислушиваются к совету Квентрит решить кризис в Мерсии исключительно силой. На свадебной церемонии Лагерта убивает Калфа и вновь становится единовластной правительницей Хедебю. |    |                                                                        |                 |             |                 |      |
| 35 | 6  | «Как могло бы быть» «What Might Have Been»                             | Кен Джиротти    | Майкл Хёрст | 24 марта 2016   | 2,36 |
| Рагнар вновь двинулся на Париж, взяв с собой Хвитсерка с Уббой и говорящую по-франкски И Ду. Но франки уже не столь беззащитны как год тому назад: едва северяне высаживаются на берег, заставы зажигают сигнальные огни и предместья столицы готовятся к обороне. Граф Эд сомневается в преданности Ролло и компетентности своего короля. В Уэссексе Эгберт объявляет, что сам поведёт войска на Мерсию и приказывает отцу Пруденцию и Этельвульфу сопровождать юного Альфреда в паломничество в Рим. А в Каттегате вновь объявляется Харбард. |    |                                                                        |                 |             |                 |      |
| 36 | 7  | «Выгоды и потери» «The Profit and the Loss»                            | Кен Джиротти    | Майкл Хёрст | 31 марта 2016   | 2,30 |
| Норманны атакуют сторожевые башни на Сене с двух сторон: пока отряд Лагерты с суши отвлекает стрелков, Рагнар с Харальдом пытаются проскочить на кораблях и соединенных с ними плотах. Но Ролло всё предусмотрел: на суше викинги попадают в засаду в трясине, а их флот натыкается на заградительную цепь. Тем временем, кавалерия франков сжигает лагерь противника. Между Харбардом и Аслауг вновь вспыхивают чувства, за ними издали наблюдает Сигурд. Желающий отойти от мирских дел принц Мерсии Вигстан добровольно предлагает Эгберту свою корону за наведение мира и порядка в его землях. |    |                                                                        |                 |             |                 |      |
| 37 | 8  | «Сухопутный переход» «Portage»                                         | Кен Джиротти    | Майкл Хёрст | 7 апреля 2016   | 2,25 |
| Рагнар отступает, но затем велит перетащить драккары по суше через излучину реки выше башен. Король Карл верит в измену графа Эда и, назначив вместо него Ролло, казнит своего полководца. Эгберт возвращается в Уэссекс и объявляет, что отныне он король ещё и Мерсии. Возмущённая Квентрит во избежание побега помещена под домашний арест, но ночью она с целью убийства Эгберта проникает к нему в опочивальню, где гибнет от кинжала Юдифи. Аслауг обнаруживает, что Харбард дарит свою любовь не только ей, после ссоры странник покидает Каттегат. |    |                                                                        |                 |             |                 |      |
| 38 | 9  | «Смерть кругом» «'Death All 'Round'»                                   | Джефф Вулноу    | Майкл Хёрст | 14 апреля 2016  | 2,28 |
| Благодаря Флоки викинги перетащили драккары к цели. От тяжёлых нагрузок Лагерта теряет ребёнка. Под страхом смерти её сына, Эрлиндур приказывает Торви убить Бьёрна, но та разряжает арбалет в самого подстрекателя. После смерти И Ду Рагнар испытывает мучения, но сохраняет остатки её снадобья для схватки с Ролло. Альфред со спутниками прибывает в Рим, где понтифик объявляет его «римским консулом» и вручает меч для защиты от врагов. К неудовольствию соседей, Эгберт коронован как государь Уэссекса и Мерсии. |    |                                                                        |                 |             |                 |      |
| 39 | 10 | «Последний корабль» «The Last Ship»                                    | Джефф Вулноу    | Майкл Хёрст | 21 апреля 2016  | 2,40 |
| Корабли франков и норманнов сходятся в жестоком бою. Поединок Ролло с Рагнаром оканчивается вничью, но, понеся тяжёлые потери, викинги отступают. В Париже король казнит своих мнимых друзей и радостно встречает победителя Ролло. Проходит несколько лет. Сломленный поражением Рагнар уходит неизвестно куда. За время его отсутствия Каттегат вырастает в обширный торговый город. Во дворце Аслауг заезжий викинг рассказывает о Магнусе, сыне Рагнара и Квентрит, а также об уничтожении поселения норманнов-земледельцев в Уэссексе. Пребывавшие в неведении Бьёрн с братьями, кроме прагматика Ивара, возмущены бездействием отца и не испытывают радости от его неожиданного возвращения.                                              |    |                                                                        |                 |             |                 |      |
| Часть 2 |    |                                                                        |                 |             |                 |      |
| 40 | 11 | «Чужак» «The Outsider»                                                 | Дэниел Гроу     | Майкл Хёрст | 30 ноября 2016  | 2,40 |
| Рагнар мирится с сыновьями и предлагает им совместный поход на Уэссекс. Бьёрн с Хвитсерком отказываются, так как уже запланировали поход в Средиземное море, а Флоки уже строит для них новые драккары. Убба и Сигурд тоже против: Каттегат нужно защищать от соседей. Лишь амбициозный Ивар готов следовать за отцом: поскольку он выяснил, что слаб не только ногами, единственный для него способ прослыть мужчиной — слава воина. |    |                                                                        |                 |             |                 |      |
| 41 | 12 | «Видение» «The Vision»                                                 | Дэниел Гроу     | Майкл Хёрст | 7 декабря 2016  | 1,94 |
| В Каттегат прибывают Харальд с Хальвданом, чтобы присоединиться к походу Бьёрна. На празднике отплытия Лагерта угрожает Аслауг, что вернёт себе всё, что та у неё отняла. Люди не прощают Рагнару сокрытия правды о погибших в Уэссексе родичах, поэтому ему приходится платить желающим идти под его началом в поход на Англию. Но видно сами Боги отворачиваются от Лодброка: первый же шторм уничтожает флотилию, выбросив его на берег вместе с Иваром и дюжиной выживших викингов. |    |                                                                        |                 |             |                 |      |
| 42 | 13 | «Два пути» «Two Journeys»                                              | Сара Хардинг    | Майкл Хёрст | 14 декабря 2016 | 2,05 |
| Этельвульф с дружиной обнаруживает место крушения и усердно разыскивает Рагнара. Лодброк и Ивар, понимая, что выживших воинов не хватит для боя, под покровом ночи убивают их и сдаются англосаксам. Ролло позволяет Бьёрну пройти вдоль франкских берегов и изъявляет желание лично участвовать в походе. Во время расставания недовольная Гисла проклинает супруга-отступника, а в пути он подвергается килеванию за прегрешения перед бывшими соплеменниками. Служанка Маргрет заманивает влюблённых в неё Уббу и Сигурда в плен в Хедебю, после чего Лагерта захватывает лишившийся своих вождей Каттегат и убивает Аслауг. |    |                                                                        |                 |             |                 |      |
| 43 | 14 | «В час до наступления утра» «In the Uncertain Hour Before the Morning» | Сара Хардинг    | Майкл Хёрст | 21 декабря 2016 | 2,14 |
| Устроив Аслауг достойные похороны, Лагерта занимает её трон. Горящие гневом Убба с Сигурдом пощажены, но напарница королевы Астрид советует им воздержаться от мести. Пленённый Рагнар объясняет Эгберту, что Магнус никак не может быть его сыном, после чего мальчика изгоняют из замка. В Альфреде же Лодброк сразу признает кровь Этельстана. Испытывая угрызения совести, Эгберт признаётся Рагнару, что не может его казнить, хотя и должен, на что конунг предлагает отдать его Элле, а взамен вернуть «безобидного калеку» Ивара на родину. |    |                                                                        |                 |             |                 |      |
| 44 | 15 | «Все его ангелы» «All His Angels»                                      | Киаран Доннелли | Майкл Хёрст | 28 декабря 2016 | 2,26 |
| Скрепя сердце, Эгберт выдает Рагнара Элле, после чего, переодевшись монахом, инкогнито отправляется вслед за вооружённым конвоем. Несмотря на пытки и издевательства, Рагнар отказывается покаяться в своих грехах и, на радость толпе, предаётся мучительной казни в яме со змеями. Доставленный домой Ивар призывает братьев отомстить за отца, а те рассказывают ему о гибели матери и смене власти в Каттегате. |    |                                                                        |                 |             |                 |      |
| 45 | 16 | «Пересечения» «Crossings»                                              | Киаран Доннелли | Майкл Хёрст | 4 января 2017   | 2,37 |
| Лагерта занимается укреплением стен Каттегата. Убба с Сигурдом сговариваются на время затаить жажду мести, но Ивар прилюдно объявляет, что когда-нибудь убьёт узурпаторшу. Пристав к берегам Испании, войско Бьёрна опустошает населённый арабами город. Поражённый пением муэдзина и необычностью богослужения, Флоки не позволяет убить укрывшихся в мечети жителей, а Хельга удочеряет осиротевшую арабскую девочку. К сыновьям Рагнара является Один с вестью о гибели их отца. |    |                                                                        |                 |             |                 |      |
| 46 | 17 | «Великая армия» «The Great Army»                                       | Джефф Вулноу    | Майкл Хёрст | 11 января 2017  | 2,42 |
| Вернувшись из похода, Ролло встречает отказ викингов переселиться в Нормандию, а также возмущённую его отлучкой жену. Убба с Иваром едва не свергают Лагерту и лишь внезапное появление Бьёрна спасает её от смерти. Жажду мести решено выплеснуть на Англию и в Каттегат со всей Скандинавии стекаются воины. Хельга безуспешно пытается найти подход к своей приёмной дочери Танарус, а Флоки дарит Ивару «новые ноги». Эгберт учит Альфреда искусству править. Самоуверенный Элла не внимает совету Юдифи готовиться к вторжению, велев ей самой вернуться к мужу. Харальд с Хальвданом и новым соратником Эгилем Бастардом приглядываются к укреплениям Каттегата. Разгневавшись на Торви, Бьёрн сходится с Астрид.                         |    |                                                                        |                 |             |                 |      |
| 47 | 18 | «Месть» «Revenge»                                                      | Джефф Вулноу    | Майкл Хёрст | 18 января 2017  | 2,47 |
| В то время, как Эгиль продолжает изучать укрепления Каттегата, Харальд к своему неудовольствию узнает, что его бывшая невеста Эллисив вышла замуж за датского ярла. Убба женится на Маргрет, но милостиво соглашается делить её с Хвитсерком. Хельга замечает, что после набега на Испанию душу Флоки что-то гложет. Вопреки желанию честолюбивого Ивара, поход на Англию возглавляет опытный Бьёрн. Дабы он был успешен, в жертву Богам принесён шведский ярл Йоргенсон. Войско сыновей Рагнара разбивает дружину короля Эллы, после чего приволакивают его к месту казни Лодброка, где жестоко казнят. |    |                                                                        |                 |             |                 |      |
| 48 | 19 | «Накануне» «On the Eve»                                                | Бен Болт        | Майкл Хёрст | 25 января 2017  | 1,55 |
| После победы в Нортумбрии викинги поворачивают на юг, Этельвульф с войском выступает им навстречу. Для поднятия боевого духа принца Эгберт просит Юдифь вернуться к мужу. Ивар, применяя тактику изматывания противника, вынуждает саксов атаковать лагерь норманнов в Рептоне, тем самым заманив их в засаду. Используя бреши в укреплениях, Эгиль с наёмниками пытаются захватить Каттегат, но терпит поражение и под пыткой признаётся, что его нанял Харальд. Сам конунг объявляет Эллисив, что прощает ей обиду, но тут же зарубает её мужа. В отместку та, притворившись покорной, пытается отмстить, но была вовремя убита предусмотрительным Хальвданом.                                                                                |    |                                                                        |                 |             |                 |      |
| 49 | 20 | «Расплата» «The Reckoning»                                             | Бен Болт        | Майкл Хёрст | 1 февраля 2017  | 2,67 |
| Этельвульф с остатками армии вырываются из окружения. Вернувшись в столицу, он приказывает двору уходить, но престарелый Эгберт принимает решение остаться, передав свой трон сыну. Ворвавшиеся в замок викинги учиняют погром, убив епископа Эдмунда, не пожелавшего покинуть своего господина. Танарус так и не принимает своей новой судьбы и в суматохе закалывает себя и Хельгу, отчего безутешный Флоки теряет интерес к жизни. Эгберт перед смертью вручает норманнам права на владение Восточной Англией. На победном пиру Бьёрн объявляет, что он возвращается в Средиземное море, а желающий продолжить войну Ивар и склонный к миру Сигурд начинают осыпать друг друга оскорблениями, в гневе Бескостный метает в грудь брату топор. |    |                                                                        |                 |             |                 |      |

## Производство

### Разработка
Разработкой и производством четвёртого сезона «Викингов» занялись компании Octagon Films (1-16 эпизоды), TM Productions (17-20 эпизоды) и Take 5 Productions под начальством Metro-Goldwyn-Mayer. Морган О'Салливан, Шейла Хокин, Шерри Марш, Алан Гасмер, Джеймс Флинн, Джон Уэбер и Майкл Хёрст указаны в качестве исполнительных продюсеров. Продюсерами этого сезона стали Кит Томпсон (1-8 и 17-20 эпизоды) и Санн Уоленберг (9-16 эпизоды). Билл Годдард и Шеймас МакИнерни выступили сопродюсерами.
В производственную команду этого сезона входят режиссёры кастинга Фрэнк и Нуала Мойселл, художник по костюмам Джоан Бергин, супервайзер визуальных эффектов Доминик Ремейн, дизайнеры трюков Франклин Хенсон и Ричард Райан, композитор Тревор Моррис, художник-постановщик Марк Герати, монтажёры Аарон Маршалл для первого, четвёртого, седьмого, пятнадцатого и восемнадцатого эпизодов, Кристофер Дональдсон для второго, пятого и восьмого эпизодов, Тэд Сиборн для третьего, шестого, девятого, одиннадцатого, тринадцатого, шестнадцатого и девятнадцатого эпизодов и Дон Кэссиди для десятого, двенадцатого, четырнадцатого, семнадцатого и двадцатого эпизодов, и операторы П. Дж. Диллон (1-8 и 17-20 эпизоды) и Оуэн Макполин (9-16 эпизоды).

### Музыка
Музыку к четвёртому сезону сочинил Тревор Моррис в сотрудничестве с Эйнаром Селвиком. Заставку титров вновь сопровождает песня «If I Had a Heart» Fever Ray.
Дополнительной музыкой являются композиции норвежской музыкальной группы «Wardruna», которая присутствует в эпизодах «В час до наступления утра» и «Пересечения». Музыкальные треки включают в себя «Bjarkan», «Laukr» и «Algir — Tognatale». В эпизоде «Все его ангелы» присутствует песня «Snake Pit Poetry», которая была специально сочинена Эйнаром Селвиком и исполнена Хильдой Эрварсдоуттир. Трек был выпущен в качестве сингла 20 октября 2017 года вместе со второй версией в исполнении Селвика.

## Реакция

### Реакция критиков
Четвёртый сезон получил рейтинг 92% на сайте Rotten Tomatoes со средним рейтингом 8.3/10, на основе 12 отзывов.